# NGC 6234
NGC 6234 é uma galáxia elíptica (E) localizada na direcção da constelação de Ophiuchus. Possui uma declinação de +04° 23' 03" e uma ascensão recta de 16 horas, 51 minutos e 57,2 segundos.
A galáxia NGC 6234 foi descoberta em 17 de Junho de 1863 por Albert Marth.